# Psyche nitidella
Psyche nitidella är en fjärilsart som beskrevs av Jacob Hübner 1792. Psyche nitidella ingår i släktet Psyche och familjen säckspinnare. Inga underarter finns listade.